# Oroplexia decorata
Oroplexia decorata là một loài bướm đêm trong họ Noctuidae.